# Kilmarie
Kilmarie (Schots-Gaelisch: Cill Ma Ruibhe) is een dorp op het eiland Skye in de Schotse lieutenancy Ross and Cromarty in het raadsgebied Highland.